# 1982 no teatro

## Nascimentos
| Data           | Nome             | Profissão       | Nacionalidade | Observações | Ref |
| -------------- | ---------------- | --------------- | ------------- | ----------- | --- |
| 4 de agosto    | Thaíssa Carvalho | atriz           | Brasil        |             |     |
| 19 de dezembro | Moeko Matsushita | atriz e cantora | Japão         |             |     |

## Mortes
| Data        | Nome         | Profissão               | Nacionalidade          | Observações | Ref |
| ----------- | ------------ | ----------------------- | ---------------------- | ----------- | --- |
| 18 de junho | Curd Jürgens | ator de cinema e teatro | Império Austro-Húngaro | n. 1915     |     |